# جانبازان
جانبازان فیلمی به کارگردانی ناصر محمدی و نویسندگی حسین عمرانی محصول سال ۱۳۶۱ است.

## بازیگران
- ناصر واثق
- اصغر جلالیان
- منصور برادران
- علی امجدی
- نوروزی
- پروین حیدری
- سیدعلی صالحی
- فتح اله الیاسی
- یوسف آذری
- فرهاد نورایی